# Sichuanpeppar

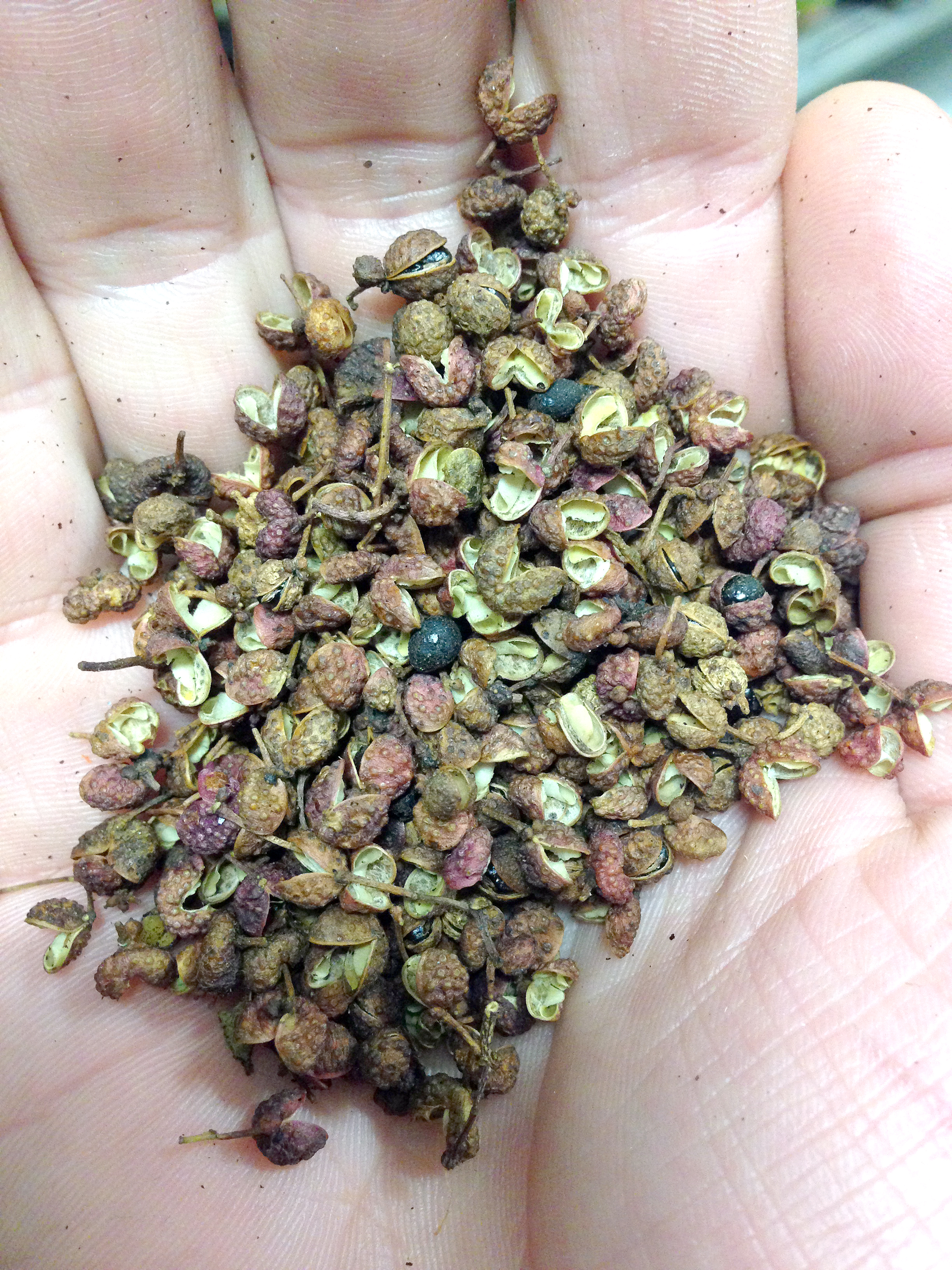
En handfull sichuanpeppar

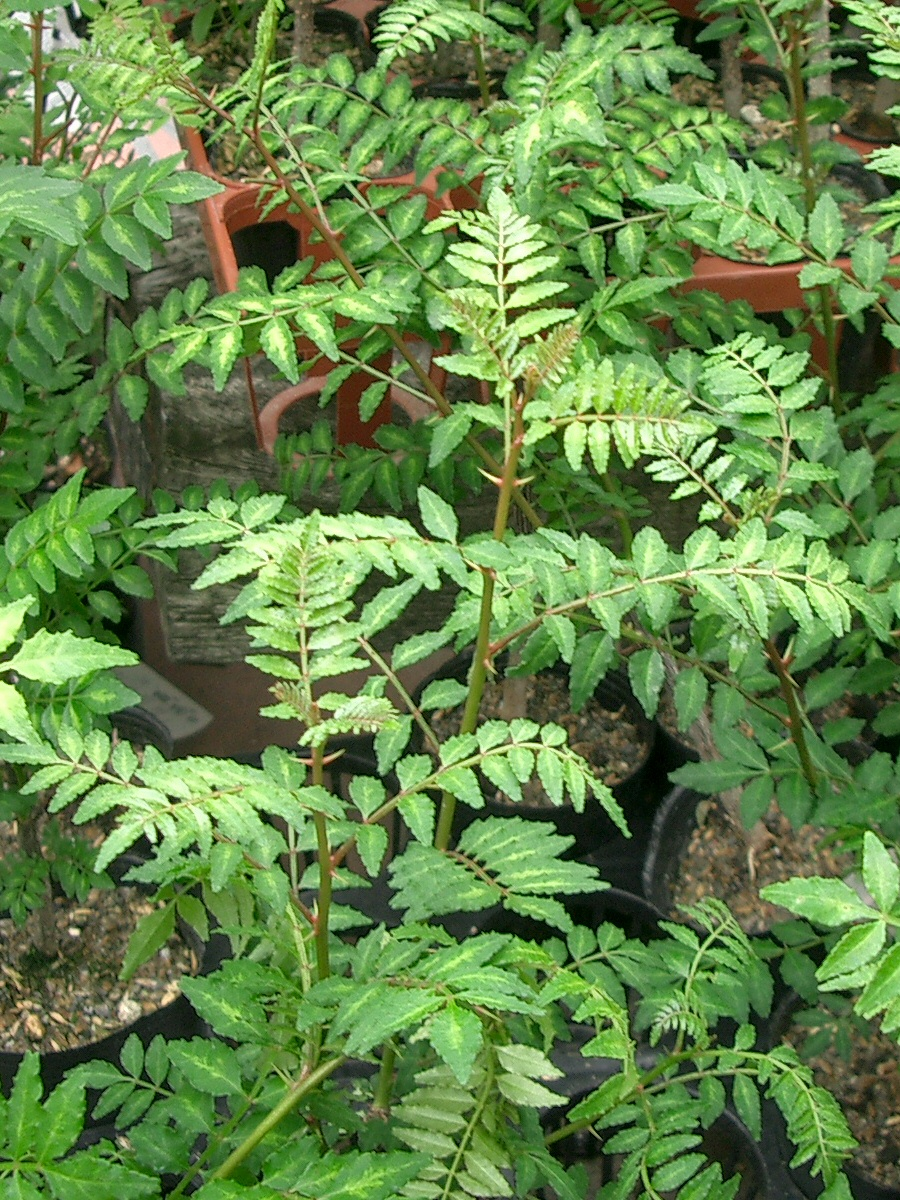
Sichuanpepparplantor

Sichuanpeppar eller kinesisk peppar (kinesiska: 花椒 huājiāo, bokstavligen blompeppar) är en krydda som används mycket i det kinesiska köket, och då framförallt i matlagning i provinsen Sichuan. Kryddan består av ytterhöljet av en liten frukt från ett flertal växter i släktet Zanthoxylum, inklusive kinesiskt pepparträd (Zanthoxylum simulans) och japanskt pepparträd (Zanthoxylum piperitum). Trots namnet är växten ej närbesläktad med vare sig chilipeppar eller vanlig peppar, utan tillhör vinruteväxterna och är närmast släkt med citrusfrukterna såsom apelsin och citron.
Det är inte en krydda med het eller pepprig smak, som svart- vit- eller chilipeppar. Istället är känslan i munnen kittlande och lätt bedövande (vilket beror på kryddans innehåll av ämnet hydroxy-α-sanshool) med citrusövertoner. Detta ger en förstärkande effekt till starka kryddor.
Det är endast ytterhöljet som är själva kryddan. I butiker hittar man ofta påsar med hela eller krossade korn (torkade frukter). Om man inte rensar bort kärnorna smakar eller känns det som man fått grus i maten. Kärnorna ger inte smaken som kallas Sichuanpeppar.